# Jesse Ventura

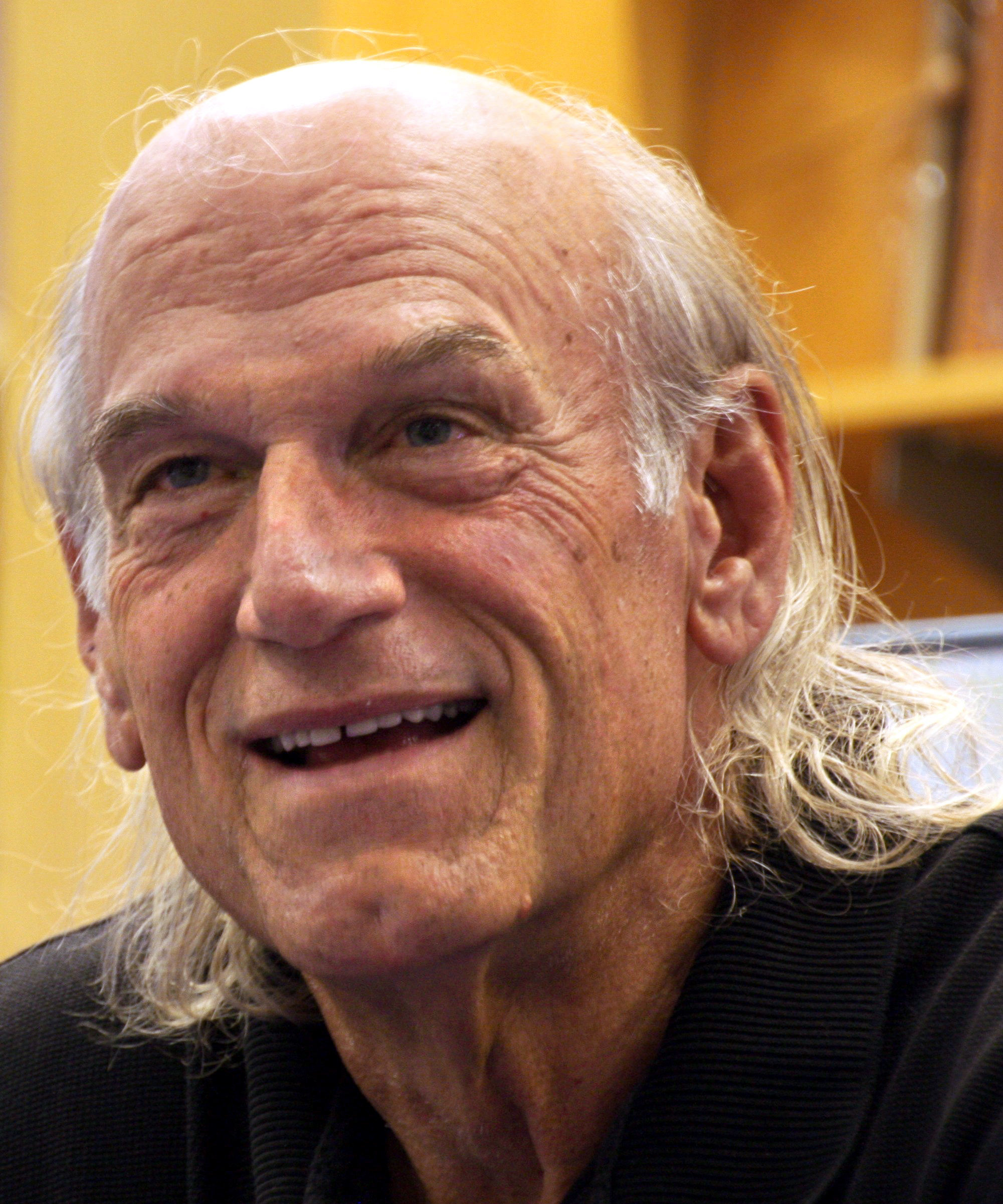
Jesse Ventura (2016)

Jesse Ventura (* 15. Juli 1951 als James George Janos in Minneapolis) ist ein US-amerikanischer Wrestler, Filmschauspieler und Radiomoderator. Von 1999 bis 2003 war er der 38. Gouverneur des US-Bundesstaates Minnesota.

## Leben
Er wurde als Sohn von Bernice Martha (geb. Lenz) und George William Janos geboren. Beide Eltern dienten im Zweiten Weltkrieg. Die Eltern hatten eine slowakische bzw. deutsche Abstammung. Er wuchs in Minneapolis auf.

### U.S. Navy
Vom 1. Dezember 1969 bis zum 10. September 1975 diente er in der United States Navy, davon die letzten beiden Jahre als Reservist. Er war Mitglied einer Kampfschwimmereinheit mit Spezialisierung auf Unterwassersprengungen. Entgegen populärer Behauptungen war er jedoch kein Navy Seal im eigentlichen Sinne, da er diese Ausbildung nicht vollständig absolvierte. Richtig hingegen ist, dass er während seiner Reservistenzeit in einem Seal-Team gelistet wurde.

### Wrestlingkarriere
Janos begann seine Wrestlingkarriere im Oktober 1975 im Alter von 24 Jahren. Er kopierte seinen Ring-Charakter, mit Federboa, Ohrringen, diversen Bartstilen und vor allem extravaganter Kleidung, fast komplett von seinem großen Vorbild Superstar Billy Graham. Mitte der 1980er Jahre musste er seine aktive Karriere aus gesundheitlichen Gründen beenden. Er selbst behauptet, dass diese aus dem Einsatz von Agent Orange während des Vietnamkrieges resultierten. Er wechselte dann ans Kommentatorenpult und wurde mit Gorilla Monsoon zum Teil eines der bekanntesten Kommentatoren-Teams des Wrestling. 2004 wurde er von seinem Sohn Tyrel in die WWE Hall of Fame eingeführt.

### Schauspielerei
1987 spielte er an der Seite Arnold Schwarzeneggers in dem sehr erfolgreichen Actionfilm Predator mit. Sein dort verwendeter Ausspruch I ain’t got time to bleed (dt.: „Ich hab keine Zeit zum Bluten“) wurde ein populäres Filmzitat und später Titel seiner Autobiographie. Es folgten acht weitere Auftritte in Spielfilmen (unter anderem Running Man mit Arnold Schwarzenegger).

### Politische Karriere
Von 1991 bis 1995 hatte er das Amt des Bürgermeisters von Brooklyn Park, Minnesota, inne.
Bei den Wahlen zum Gouverneur von Minnesota 1998 trat Ventura als Kandidat der Reform Party of Minnesota an. Später trat er der Independence Party of Minnesota bei, nachdem sich diese von der Reform Party of the United States of America abgespalten hatte. Er gewann die Wahl knapp gegen die Kandidaten der Großparteien, den Republikaner Norm Coleman (Bürgermeister von St. Paul) und den Generalstaatsanwalt Hubert H. „Skip“ Humphrey III (Minnesota Democratic-Farmer-Labor Party).
Im Wahlkampf warb er mit dem Slogan „Don't vote for politics as usual“, außerdem nutzte er als einer der ersten Politiker das Internet zur Wahlwerbung.
Im Verlauf seiner Amtszeit führten eine schlechte wirtschaftliche Entwicklung in Minnesota und umstrittene Stellungnahmen von Ventura zu einer deutlichen Abnahme seiner Popularitätswerte. Er begründete den Verzicht auf ein Antreten zur Wiederwahl 2003 mit dem übertriebenen Medieninteresse am Privatleben seiner Familie.

### TV-Karriere
Am 2. Dezember 2009 startete die Reality Show Conspiracy Theory with Jesse Ventura auf dem US-amerikanischen TV-Kanal TruTV. Die Serie behandelt verschiedene Verschwörungstheorien, etwa zu den Anschlägen vom 11. September 2001, HAARP oder die Klimalüge.
Seit 2014 läuft Venturas Politik-Show Off the Grid auf dem On-Demand-Sender Ora Tv.

### Weiteres

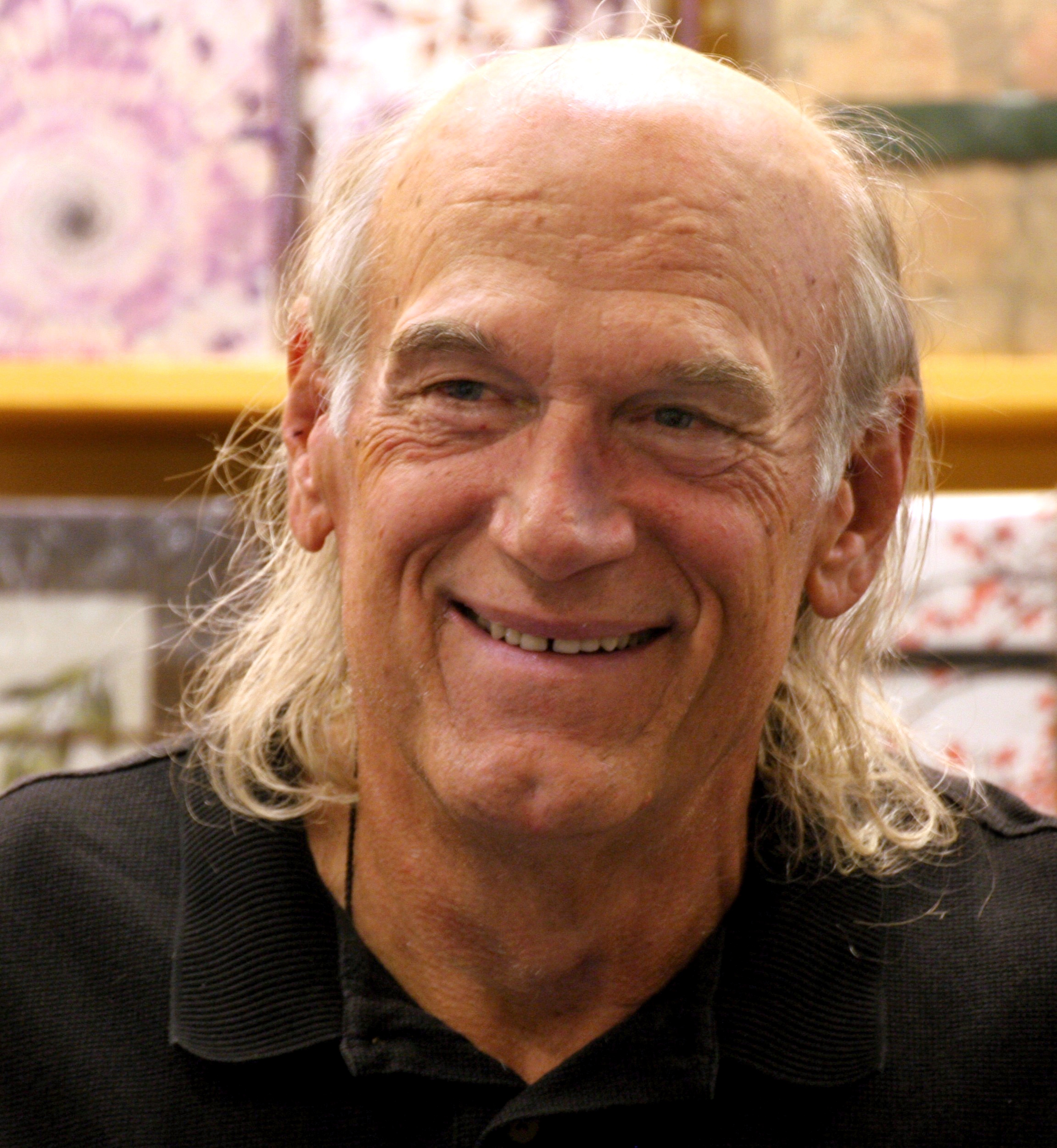
Jesse Ventura (2016)

Im Januar 2012 behauptete der prominente Scharfschütze Chris Kyle in einem Interview mit Bill O’Reilly, dass er Jesse Ventura verprügelt habe. Kyle behauptete, dass Ventura den Krieg, den früheren Präsidenten George W. Bush und Amerika schlechtgemacht habe („bad-mouthing the war, bad-mouthing Bush, bad-mouthing America“). Ventura sagte daraufhin, dass er Kyle nie getroffen habe, nicht von ihm verprügelt worden sei und auch nicht schlecht über die Armee gesprochen habe. Jesse Ventura wurden in einem Prozess wegen Rufschädigung 1,8 Millionen US-Dollar Entschädigung zugesprochen.

## Auszeichnung
2001 wurde er mit dem Emperor Has No Clothes Award der Freedom From Religion Foundation ausgezeichnet.

## Filmografie
- 1985: Hunter (Fernsehserie, Folge 2x05: Killer In A Halloween Mask)
- 1987: Predator
- 1987: Running Man (The Running Man)
- 1988: Abraxas – Retter des Universums (Abraxas)
- 1989: Der Hammer (No Holds Barred)
- 1990: Von allen Geistern besessen! (Repossessed)
- 1991: Abraxas (The Abraxas – Guardian of the Universe)
- 1991: Ricochet – Der Aufprall (Ricochet)
- 1993: Demolition Man
- 1994: Die Indianer von Cleveland II (Major League II)
- 1997: Batman & Robin
- 2001: Joe Jedermann (Joe Somebody)
- 2002: Meister der Verwandlung (The Master of Disguise)

## Bücher
- 2000 I Ain’t Got Time to Bleed. ISBN 978-0-451-20086-0.
- Daniel Cohen (2001): Jesse Ventura: The body, the mouth, the mind. ISBN 0-7613-1905-0.
- 2001 Do I Stand Alone? Going to the Mat Against Political Pawns and Media Jackals ISBN 978-0-7434-0587-4.
- mit Dick Russell (2008): Don’t Start the Revolution Without Me. ISBN 978-1-60239-273-1.
- 2010 American Conspiracies: Lies, Lies, and More Dirty Lies that the Government Tells Us. ISBN 978-1-60239-802-3.
- mit Dick Russell (2011): 63 Documents the Government Doesn't Want You to Read. ISBN 978-1-61608-226-0.
- 2017: Jesse Ventura's Marijuana Manifesto: How Lies, Corruption, and Propaganda Kept Cannabis Illegal, Simon & Schuster Uk, ISBN 978-1-5107-2376-4